# Enganyapastors de Salvadori
L'enganyapastors de Salvadori (Caprimulgus pulchellus) és una espècie d'ocell de la família dels caprimúlgids (Caprimulgidae) que habita boscos de les terres baixes fins als 1300 m, a Sumatra i Java.